# Fengita
La fengita és una varietat dioctaèdrica de mica de composició K(AlMg)₂(OH)₂(SiAl)₄O10, similar a la moscovita però amb un contingut superior de magnesi. El mineral no està reconegut per la IMA. El contingut de sílice de la fengita s'ha proposat per a realitzar geotermobarometria en esquists de baix grau de metamorfisme.

## Etimologia
La fengita va ser anomenada per primer cop l'any 1841 per Johann Friedrich August Breithaupt com un grup de les miques amb propietats òptiques biaxials, el nom se solia aplicar a totes les miques biaxials. L'origen del nom prové de l'alemany feurig que significa brillant o de foc, possiblement degut a la lluïssor del mineral; aquest terme va ser traduït al grec φλογερός (pronunciat flogerós). L'any 1853, Franz von Kobell va descartar el terme fengita com a nom genèric i l'utilitzà per a referir-se a la varietat de moscovita amb un alt contingut de sílice. James D. Dana va criticar l'ús del terme fengita l'any 1854 i von Kobell va deixar d'utilitzar el nom. Alexander N. Winchell va tornar a utilitzar el terme de la mateixa manera a la que ho feia von Kobell. Alguns autors com Guidotti (1984) anomenaren la moscovita hipersilícica com a muscovita fengítica o simplement fengita si el contingut de sílice era major a 3,5 pfu. L'any 1998 la fengita va ser descrita com una varietat de moscovita d'alt contingut en sílice.